# Cabaret

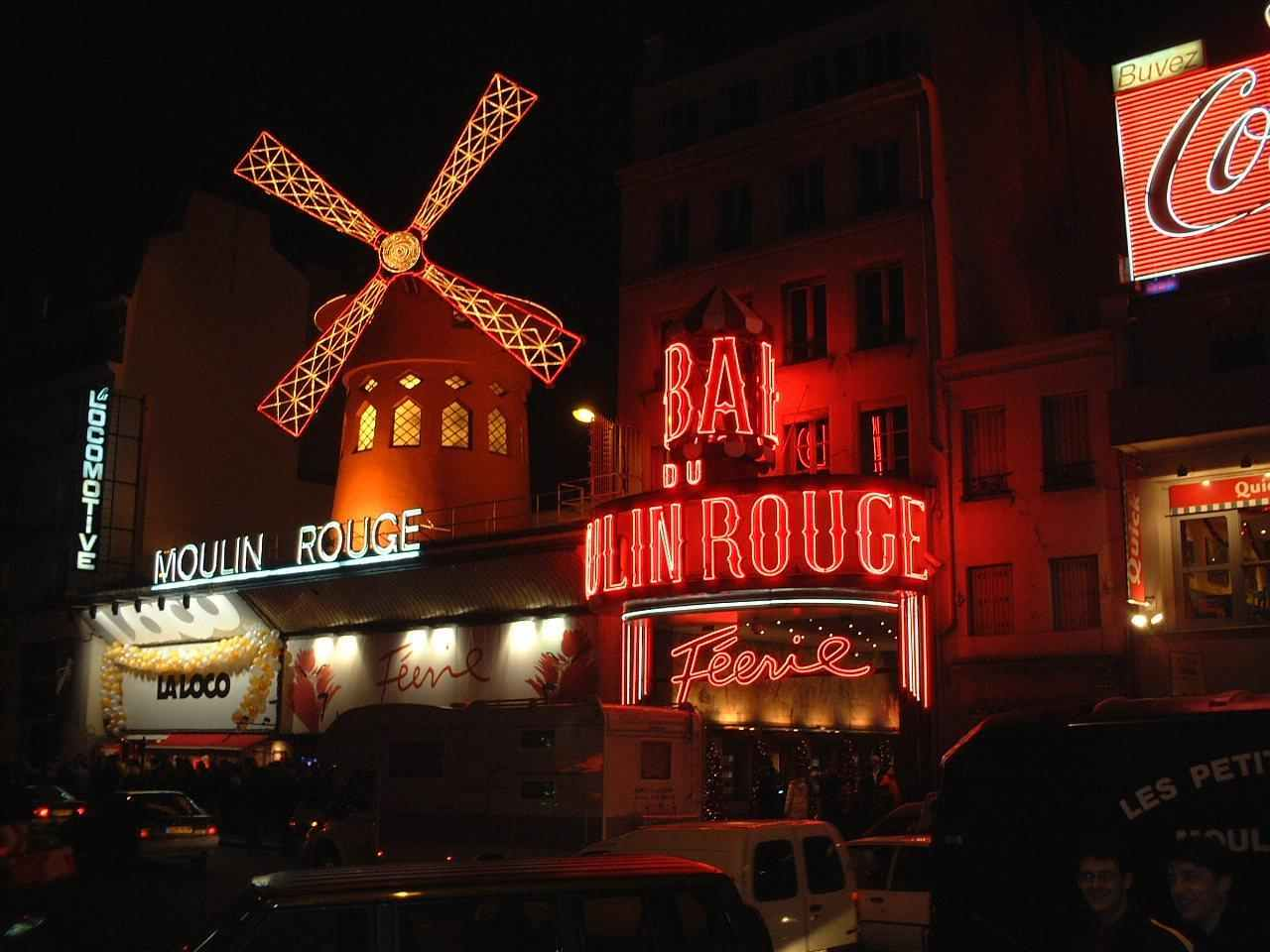
Celebrul cabaret Moulin Rouge din Paris

Cabaretul este o formă aparte de divertisment ce cuprinde cântec, dans, muzică orchestrală și forme teatrale precum comedia, fiind clar distinct față de alte forme ale spectacolului de varietăți în mare parte prin locul desfășurării, un restaurant sau club de noapte, cu o scenă pentru spectacol și cu mese la care audiența  stă pentru a viziona performanța prezentată de maestrul ceremoniilor. 
Născut la sfârșitul secolului al XIX-lea, în Franța, cabaretul s-a diferențiat imediat față de formele de spectacole de varietăți de tipul vodevilului, orientat spre burlesc și de cafe-chantant, gen orientat mai mult spre divertisment și nu spre experimentarea cu noi forme artistice și de divertisment.
Cabaretul este, de asemenea, locul în care s-au născut și au înflorit curente artistice puternice ale secolului al XX-lea, așa cum sunt dadaismului, cubismul, și apoi suprarealismul, care vor influența semnificativ întreaga artă ce va urma să vină.

## Istoric

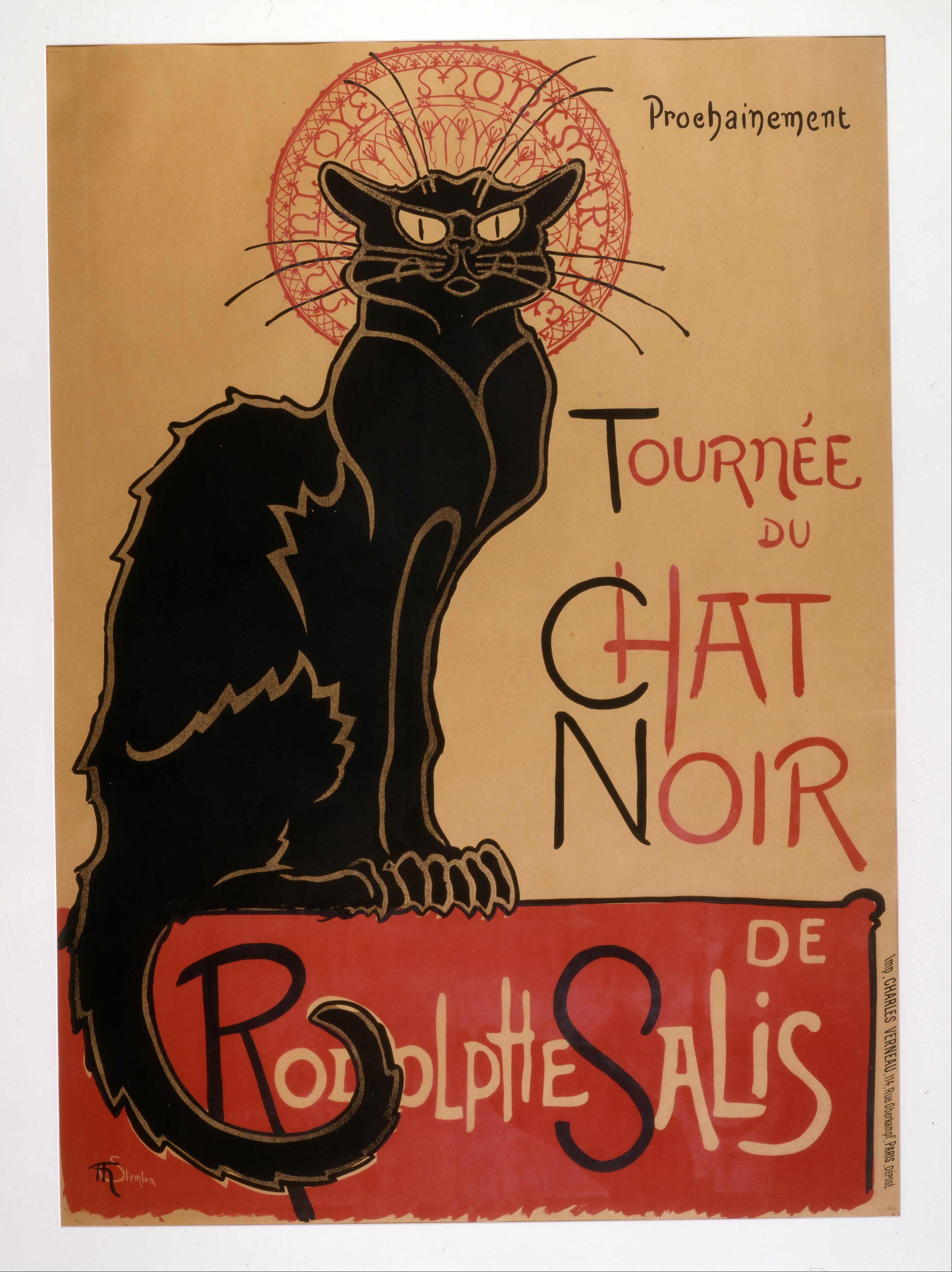
Afiș tip poster realizat de Théophile Alexandre Steinlen în stil Art Nouveau — Tournée del Le Chat Noir, 1896, 135.9 x 95.9 cm, The Jane Voorhees Zimmerli Art Museum, Rutgers, The State University of New Jersey

Primul cabaret a fost fondat în 1881 în Montmartre, Paris, fiind numit „cabaret artistique” a lui Rodolphe Salís. La scurt timp, a fost redenumit Le Chat Noir (Pisica Neagră).
Printre spectatori a acestui prim cabaret se regăsesc, de asemenea, personalități foarte importante ale vremii, din varii domenii, cum ar fi Alphonse Allais, Jean Richepin, Aristide Bruant, pictori și artiști, dar și oameni din toate straturile sociale. 
Alte cabarete din acea perioadă ce pot fi menționate sunt Cabaret des Quat'z'Arts, La Lune Ruse și Les Pantins. Alte cabarete pariziene celebre ale timpului sunt Folies Bergere și Moulin Rouge, construit în 1889 în cartierul Pigalle, celebru pentru moară sa de vânt de culoare roșie de pe acoperiș.

## Cabarete germane
În 1900 a fost fondat de către Ernst von Wolzogen primul cabaret german, care la acea vreme a fost numit Buntes Theater (teatru coloarat). Dar adevaratul cabaret german a înflorit între anii douăzeci și treizeci ai secolului 20, care a adus succesul artiștilor precum Werner Finck la Kathakombe și Karl Valentin la Wien-München.